# Homole (Orlická tabule)
Homole (297 m n. m.) je vrch v okrese Pardubice Pardubického kraje. Leží asi 3 km ssv. od obce Vysoké Chvojno na rozhraní katastrálních území Vysokého Chvojna a vsi Bělečko.
Vrch Homole je třeba odlišit od jiného se stejným názvem i nadmořskou výškou, který leží jen 1,7 km jjv. směrem.

## Geomorfologické zařazení
Geomorfologicky vrch náleží do celku Orlická tabule, podcelku Třebechovická tabule a okrsku Vysokochvojenská plošina.

Podle alternativního členění Balatky a Kalvody náleží vrch do okrsku Choceňská plošina a Vysokochvojenská plošina je zde pouze podokrskem.